# 托恩
托恩，是西班牙加利西亚自治区奥伦塞省的一个市镇。总面积58平方公里，总人口2511人（2001年），人口密度43人/平方公里。